# 冈西镇
冈西镇，是中华人民共和国江苏省盐城市建湖县下辖的一个乡镇级行政单位。

## 行政区划
冈西镇下辖以下地区：
西吉社区、白果社区、陆河村、东徐村、港东村、徐王村、顾顶村、蔡港村、双墩村、张荡村、左幼村、肖荡村、东吉村、丁渡村和嵇舍村。